# Endonèvre
L' endonèvre est une couche de tissu conjonctif fragile située autour de la gaine de myéline de chaque fibre nerveuse myélinisée du système nerveux périphérique. Les endonèvres avec leurs fibres nerveuses sont regroupés en groupes, chacun d'entre étant entourés dans leur propre gaine protectrice appelée périnèvre. Dans les nerfs suffisamment gros, plusieurs fascicules, chacun avec leur apport sanguin et leur tissu adipeux, peuvent être regroupés dans une autre gaine, l'épinèvre.
L'endonèvre suit longitudinalement la fibre nerveuse, mais avec des discontinuités. Il contient de fins faisceaux de tissu conjonctif fibreux, principalement constitué de collagène, noyés dans une matrice de substance fondamentale. Cette structure sert à supporter des capillaires sanguins, agencés de manière à former un réseau de mailles allongées. Des structures similaires se produisent autour de certains composants nerveux ailleurs dans le corps, par exemple autour des cellules de Schwann du nerf vestibulocochléaire.